# شکاکم
شکاکم، روستایی از توابع بخش مرکزی شهرستان لاهیجان در استان گیلان ایران است.

## جمعیت
این روستا در دهستان بازکیاگوراب قرار دارد و براساس سرشماری مرکز آمار ایران در سال ۱۳۸۵، جمعیت آن ۳۹۱ نفر (۱۲۰خانوار) بوده‌است.

## غذاها
غذاهای محلی این روستا عبارت انداز: ترش کباب، ترش شامی، برنج کته، ماست برونی، گوجه کباب، ترش تره، کوکو، مرغ ترش، واویشکا، میرزاقاسمی، ترش قاتوق، دلمه، سیر قیله، باقالاقاتوق و کال کباب 